# L'Aubépin
Pour les articles homonymes, voir Aubépin (homonymie).
L'Aubépin est une ancienne commune française située dans le département du Jura, en région Bourgogne-Franche-Comté.
Elle est, depuis le 1er avril 2016, une commune déléguée au sein de la commune nouvelle de Les Trois Châteaux avec les communes de Chazelles et de Nanc-lès-Saint-Amour.

## Géographie
L'Aubépin fait partie du Revermont.

## Histoire
En 1821, la commune est absorbée par celle de Villette-lez-Saint-Amour. L'année 1883 est marquée par le transfert du chef-lieu de la commune au hameau de L'Aubépin, ce qui fait que la commune prend le nom de L'Aubépin.
Le 1er avril 2016, la commune est intégrée au sein de la commune nouvelle de Les Trois Châteaux avec Chazelles et de Nanc-lès-Saint-Amour. L'Aubépin devient une commune déléguée de la commune nouvelle.

### Héraldique
|  | Les armes de la commune se blasonnent ainsi : D'azur au sautoir d'or cantonné de quatre billettes du même. |

## Politique et administration

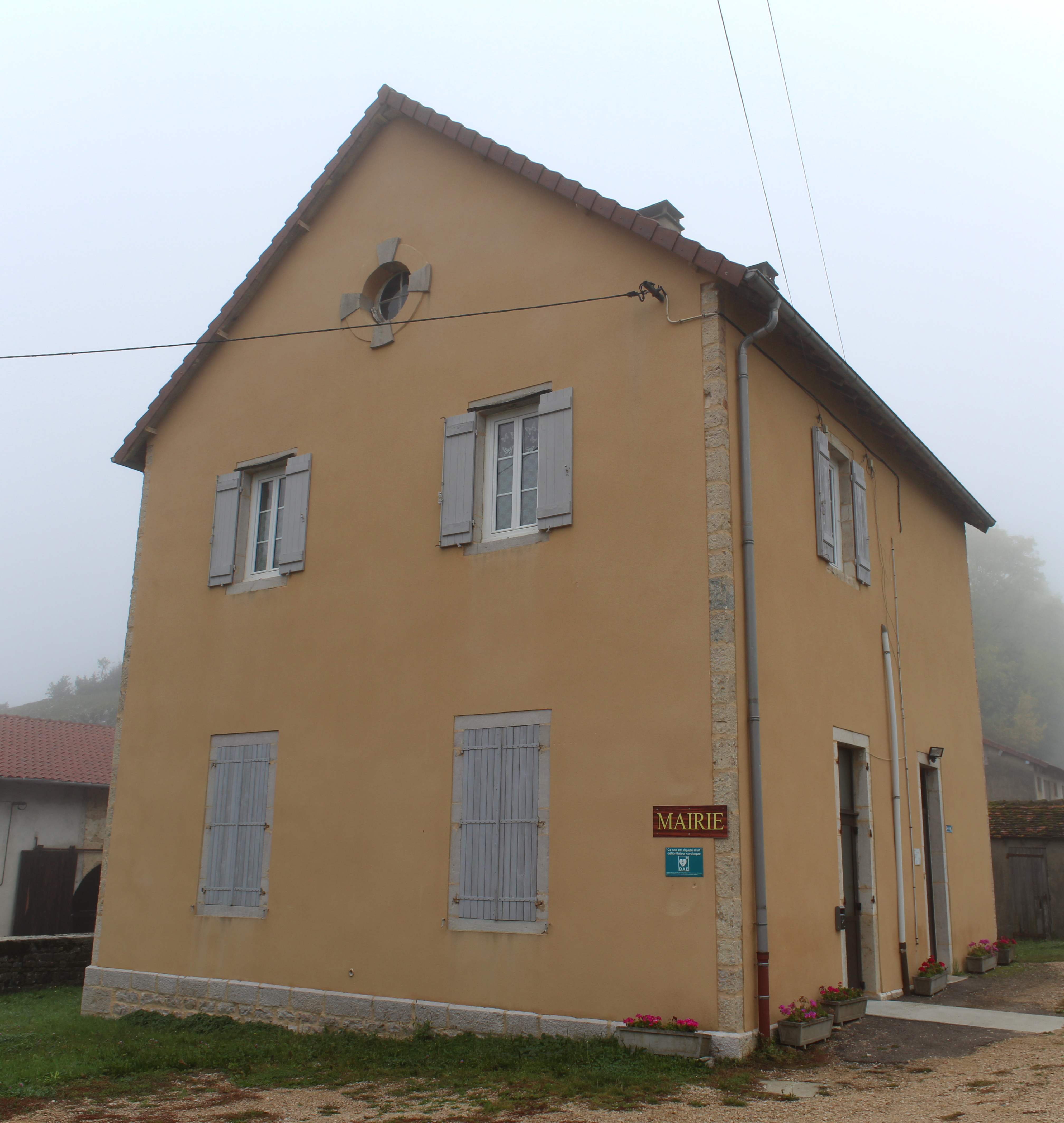
Ancienne mairie.

### Maires
| Période   | Période      | Identité       | Étiquette | Qualité |
| --------- | ------------ | -------------- | --------- | ------- |
| mars 2001 | mars 2008    | Jacques Megard |           |         |
| mars 2008 | 31 mars 2016 | Daniel Bouvard | PCF       |         |

### Maires délégués
| Période        | Période  | Identité      | Étiquette | Qualité |
| -------------- | -------- | ------------- | --------- | ------- |
| 1er avril 2016 | En cours | Alain Girault |           |         |

## Démographie
L'évolution du nombre d'habitants est connue à travers les recensements de la population effectués dans la commune depuis 1793. À partir du 1er janvier 2009, les populations légales des communes sont publiées annuellement dans le cadre d'un recensement qui repose désormais sur une collecte d'information annuelle, concernant successivement tous les territoires communaux au cours d'une période de cinq ans. 
Pour les communes de moins de 10 000 habitants, une enquête de recensement portant sur toute la population est réalisée tous les cinq ans, les populations légales des années intermédiaires étant quant à elles estimées par interpolation ou extrapolation. Pour la commune, le premier recensement exhaustif entrant dans le cadre du nouveau dispositif a été réalisé en 2007,.
En 2014, la commune comptait 148 habitants, en évolution de +5,71 % par rapport à 2009 (Jura : −0,23 %, France hors Mayotte : +2,49 %).
| 1793 | 1800 | 1806 | 1821 | 1831 | 1836 | 1841 | 1846 | 1851 |
| ---- | ---- | ---- | ---- | ---- | ---- | ---- | ---- | ---- |
| 167  | 177  | 177  | 178  | 258  | 292  | 239  | 269  | 291  |

| 1856 | 1861 | 1866 | 1872 | 1876 | 1881 | 1886 | 1891 | 1896 |
| ---- | ---- | ---- | ---- | ---- | ---- | ---- | ---- | ---- |
| 291  | 289  | 263  | 255  | 262  | 251  | 228  | 216  | 221  |

| 1901 | 1906 | 1911 | 1921 | 1926 | 1931 | 1936 | 1946 | 1954 |
| ---- | ---- | ---- | ---- | ---- | ---- | ---- | ---- | ---- |
| 200  | 177  | 177  | 171  | 162  | 139  | 125  | 108  | 95   |

| 1962 | 1968 | 1975 | 1982 | 1990 | 1999 | 2007 | 2012 | 2014 |
| ---- | ---- | ---- | ---- | ---- | ---- | ---- | ---- | ---- |
| 96   | 119  | 125  | 131  | 135  | 135  | 140  | 148  | -    |

## Lieux et monuments
- Belvédère.
- Chapelle de Saint-Garadoz.